# Wereldkampioenschappen wielrennen 1929
De wereldkampioenschappen wielrennen op de weg van 1929 werden op zaterdag 17 augustus 1929 gehouden in Zürich over een afstand van 200 km. Zowel bij de beroepsrenners als bij de amateurs werd de wedstrijd beslist in de sprint. Bij de beroepsrenners won Georges Ronsse, die zijn wereldtitel succesvol verdedigde, vóór de Luxemburger Nicolas Frantz en de Italiaan Alfredo Binda. Jef Dervaes was vierde. De Zwitserse hoop Heiri Suter had een lekke band in het laatste gedeelte van de wedstrijd en kon ondanks de hulp van zijn landgenoten Ernst Hofer en Albert Meier de kopgroep niet meer inhalen en finishte als twaalfde op meer dan tien minuten van de winnaar. Er deden zestien profs mee. De Nederlanders Joep Franssen en Bram Polak werden respectievelijk vijftiende en zestiende.
Bij de amateurs, die één uur na de profs aan hun wedstrijd over hetzelfde parcours begonnen, won de Italiaan Pierino Bertolazzi vóór zijn landgenoot Remo Bertoni en de Fransman René Brossy. Hier waren er dertig deelnemers.
Italië won het landenklassement vóór België, Frankrijk en Zwitserland.

## Uitslag

### Beroepsrenners
| Wegrit |                     |          |
| Plaats | Naam                | Tijd     |
| Goud   | Georges Ronsse      | 6u48'05" |
| Zilver | Nicolas Frantz      | z.t.     |
| Brons  | Alfredo Binda       | z.t.     |
| 4      | Joseph Dervaes      | +0'01"   |
| 5      | Leonido Frascarelli | z.t.     |
| 6      | Marcel Bidot        | +1'00"   |
| 7      | Ferdinand Le Drogo  | z.t.     |
| 8      | Max Bulla           | +3'19"   |
| 9      | Domenico Piemontesi | +4'58"   |
| 10     | Jean Bidot          | z.t.     |
|        |                     |          |
| 15     | Joep Franssen       | +19'55"  |

### Amateurs
| Wegrit |                     |          |
| Plaats | Naam                | Tijd     |
| Goud   | Pierino Bertolazzi  | 7u20'36" |
| Zilver | Remo Bertoni        | z.t.     |
| Brons  | René Brossy         | z.t.     |
| 4      | Alfred Ruegg        | z.t.     |
| 5      | André Aumerle       | z.t.     |
| 6      | Gottlieb Wanzenried | z.t.     |
| 7      | Joseph Lowagie      | z.t.     |
| 8      | Erich Hoffmann      | z.t.     |
| 9      | Henry Hansen        | z.t.     |
| 10     | Jakob Caironi       | z.t.     |
|        |                     |          |
| 18     | Henk van Aurich     | z.t.     |